# Giuseppe Basso della Rovere
Giuseppe Basso della Rovere (Venaria Reale, 12 marzo 1837 – ...) è stato un militare italiano.

## Biografia
Membro di una nobile famiglia piemontese, Giuseppe era figlio di Giovanni Paolo Maria Basso della Rovere, marchese di Montiglio, e di sua moglie, Rosa Pavia.
Entrò giovanissimo all'Accademia militare di Torino, dalla quale uscì col grado di sottotenente nel 1859 e venne destinato al reggimento dei Cavalleggeri di Monferrato, appena dopo l'inizio delle ostilità con l'Austria. A pochi giorni dal suo ingresso nel reggimento comandò un plotone del proprio reggimento nell'ambito della Battaglia di San Martino, venendo notato dal capitano Avogadro e distinguendosi negli scontri nella scorta delle batterie d'artiglieria in campo.
Promosso successivamente tenente colonnello, passò direttamente al comando del Cavalleggeri di Monferrato per poi essere nominato colonnello ed infine tenente generale.
Nel 1861 sposò Margherita Bon, dalla quale però non ebbe figli.